# 임완
임완(林完, 1088년~1152년 7월 31일(음력 6월 28일))은 송나라 출신의 고려의 문신이다. 자(字)는 언실(彦實)이다. 나중에 이름을 임광(林光)으로 바꾸었다.

## 생애
본래 송나라 장주 사람으로 1112년(예종 7년)에 장삿배를 따라 개경으로 들어왔다. 1114년(예종 9년)에 문과에 급제하여 예부원외랑에 이르렀다. 이때에 인종이 서적소를 설치하자 김부철 등과 함께 고문이 되었다. 1135년(인종 13년)에 국자사업 지제고로 있을 때, 왕에게 묘청이 상하를 현혹시키고 서경에 태화궁을 세우려고 백성들을 괴롭히니 처형해야 한다고 극간하였다.

## 가족[5]
- 본인: 임광
- 처음 아내: 합문부사(閤門副使) 유문지(劉文志)의 딸
  - 장녀: 일찍 죽음. 남편은 직장동정(直長同正) 박혁문(朴赫文)
  - 차녀: 일찍 죽음.
  - 아들: 임사룡(林師龍) - 도재고판관(都齋庫判官)
- 나중 아내:  지후(祗候) 서억(徐億)의 딸
  - 사위: 주부동정(注簿同正) 이구수(李龜壽)

## 참고 자료
- 〈임광 묘지명〉(김용선 엮음, 《역주 고려 묘지명 집성 (상)》(개정 3판), 한림대학교출판부, 2021)
- 《고려사》 권98, 〈열전〉11, 임완